# Nigidius splendens
Nigidius splendens es una especie de coleóptero de la familia Lucanidae.

## Distribución geográfica
Habita en Sumbawa (Indonesia).